# Myersglanis blythii
Myersglanis blythii är en fiskart som först beskrevs av Day, 1870.  Myersglanis blythii ingår i släktet Myersglanis och familjen Sisoridae. IUCN kategoriserar arten globalt som otillräckligt studerad. Inga underarter finns listade i Catalogue of Life.